# Ixodes muris
Ixodes muris es una especie de garrapata del género Ixodes, familia Ixodidae. Fue descrita científicamente por Bishopp & Smith en 1937.
Habita en Canadá y los Estados Unidos.